# Setter (motocicleta)
Setter fou una marca valenciana de motocicletes i ciclomotors fabricats a Elx, Baix Vinalopó, entre començaments dels anys 50 i finals dels 60 per l'empresa Miguel Santonja e Hijos. Durant anys, aquesta empresa produí també motocicletes sota la marca RMH per al seu distribuïdor de València Rafael Mira e Hijos i motors per al fabricant molletà Ducson, tant les unes com els altres de disseny propi.

## Història

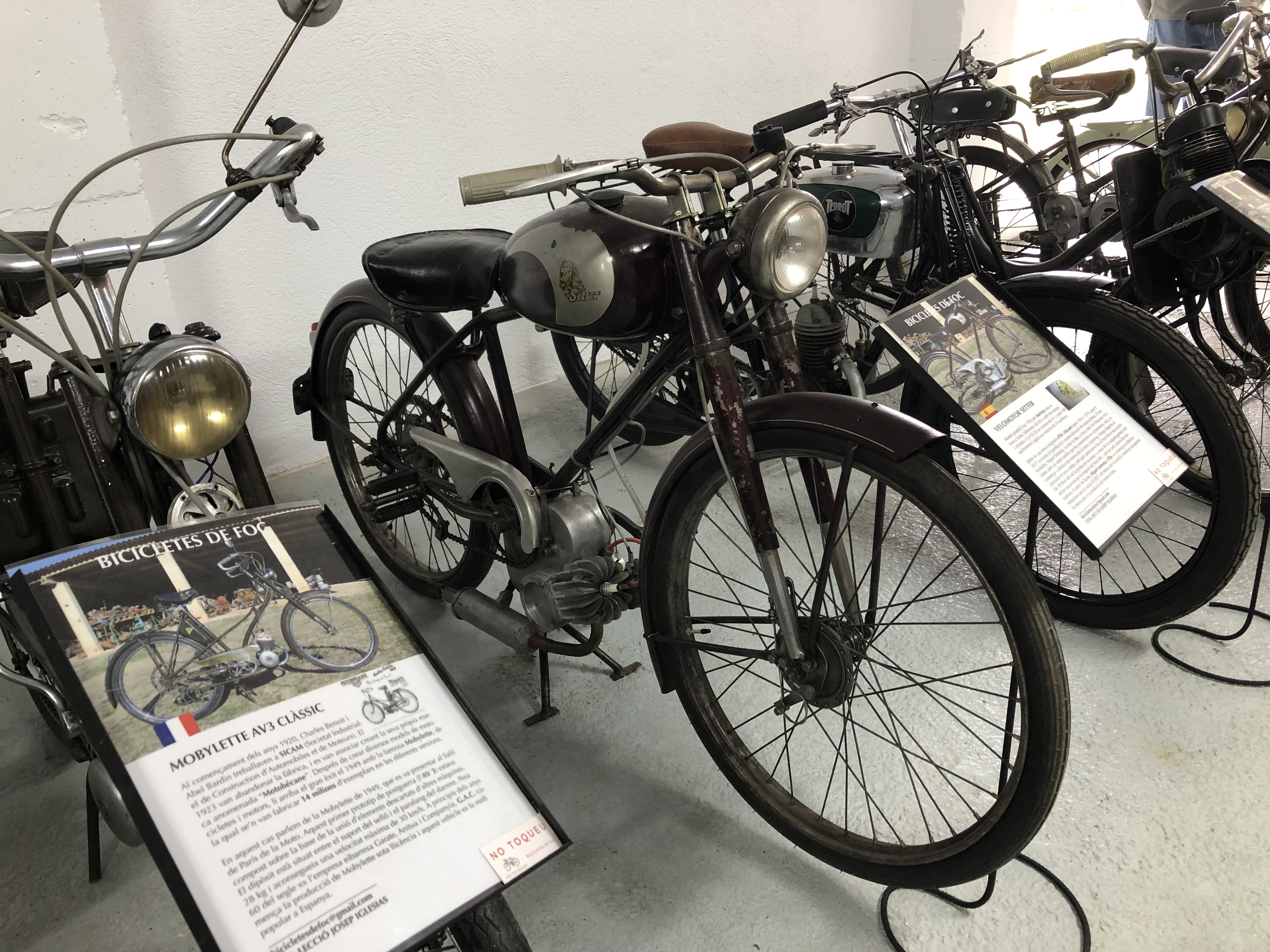
Velomotor Setter 60 cc de 1953

Miquel Santonja, mecànic alcoià establert a Elx, en veient la creixent demanda de bicicletes i velomotors a començaments dels 50 tingué la idea d'equipar bicicletes amb un motor autònom que, per transmissió de corró, les convertia en petits ciclomotors. Començà així la fabricació de motors amb la marca Santonja.
De mica en mica, l'empresa passà a fabricar motocicletes i ciclomotors complets amb la mateixa marca, que després es canvià a Setter. El taller, situat al número 31 del carrer Maximiliano Thous, comptava amb prop de 30 operaris a començaments dels anys 50, i la producció anual oscil·lava entre 250 i les gairebé 400 unitats que es fabricaren el 1958. Els models propis (a banda dels de RMH i Ducson), eren diversos i muntaven motors de 44, 49, 60, 74 i 125 cc, calculant-se en uns 7.000 el total que en vengué l'empresa al llarg dels seus 20 anys d'existència.
Al final dels anys 60 la producció es va aturar a causa de l'enfonsament del sector, afectats també pel canvi de normativa sobre els velomotors. Miguel Santonja e Hijos va començar aleshores la fabricació de maquinària per al calcer, esdevenint durant les següents dues dècades un dels fabricants valencians amb tecnologia pròpia més importants en maquinària d'injecció de soles, amb una gran introducció al mercat estatal i internacional. Totes les màquines de calcer fabricades per Santonja van portar sempre la marca Setter.

### Origen del nom
Quan l'empresa mirava de consolidar-se, mentre venia les seves motos amb marca Santonja, el seu principal rival comercial era el fabricant basc dels ciclomotors Mobylette, GAC. Un dels distribuïdors de Santonja no pronunciava bé la c i els deia als seus venedors: "Hem d'acabar amb els del GAT". Entre els treballadors, les bromes eren constants i tothom sap que el millor per acabar amb els gats són ... els gossos. De les rialles es va passar al màrqueting de llavors: calia triar un nom de gos per a la moto, però no un de qualsevol. N'havia de ser un de fidel, familiar, tranquil, una raça que inspirés confiança. Finalment, es va optar per un Setter.

## Producció

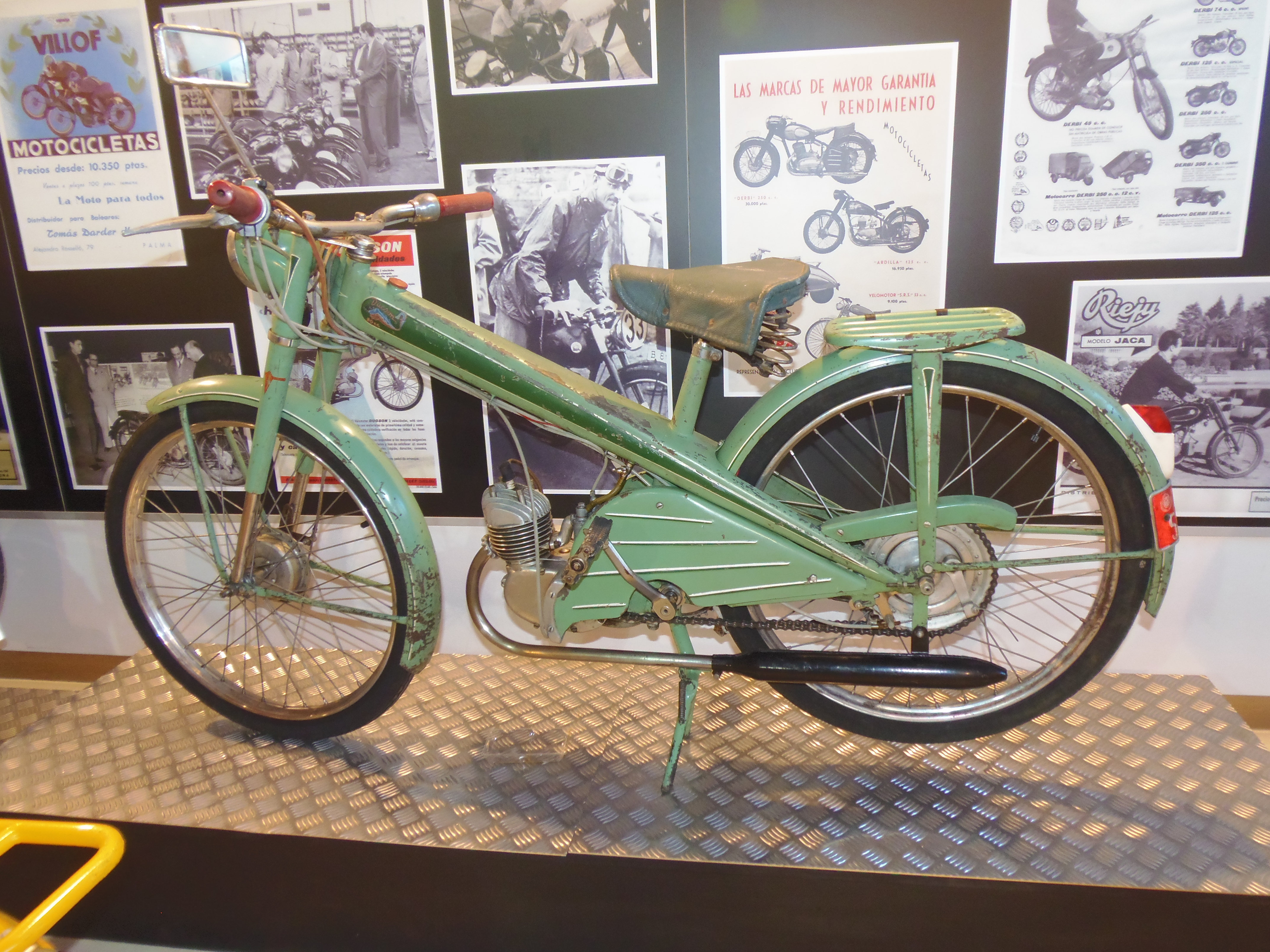
Ciclomotor Ducson Dama de 1957, equipat amb motor Setter

El primer model complet produït per Setter fou un ciclomotor de 60 cc, comercialitzat el 1953 -en versió masculina i femenina- sota el lema La pequeña motocicleta. Dos anys després n'aparegué una versió millorada.
El 1959 es presentà una motocicleta lleugera de 74 cc, batejada com a M-59, que podia arribar a 65 km/h. Poc després aparegué la seva primera autèntica motocicleta, una 125 cc amb unes mesures de 54x54 mm, i un nou ciclomotor esportiu de 49 cc, amb canvi de tres velocitats amb comandament al peu.

### RMH
Entre febrer de 1963 i febrer de 1965, Santonja fabricà les RMH per a Rafael Mira e Hijos. Aquestes motocicletes anaven equipades amb motors Hispano Villiers de 122 i 197 cc i la seva producció total fou la següent:
- Model A (122 cc): 585 unitats, amb números de xassís compresos entre A-484 i A-1069.
- Model M2 (197 cc) : 189 unitats amb números de xassís entre M2-5068 i M2-5257.

Atès que Rafael Mira e Hijos fou distribuïdor de Setter al cap i casal (amb seu al número 8 de l'antiga Avenida de José Antonio), les RMH i les Setter 125 cc eren tan properes que ho comparteixin tot tret del motor. De fet, a partir de les primeres RMH van ser les Setter les que van canviar algunes peces com ara el dipòsit, la caixa d'eines i el mateix color de la moto, canviant el blau pel vermell de les RMH.

## Competició
Per tal de provar la fiabilitat dels primers motors de 60 cc, Santonja mateix va participar en la Prova de Resistència Sevilla-Barcelona per a bicicletes amb motor, al setembre de 1952, obtenint-hi bons resultats en una prova on només arribar a la meta ja era una gran fita.
Pocs anys després, Setter competia en la categoria velomotor en gairebé tota cursa que tingués lloc al País Valencià (Ibi, Gandia, Carcaixent, etc.), obtenint-hi llocs destacats, especialment des del llançament del model 74 cc l'any 1959. Amb aquesta petita motocicleta hi corrien pilots que després van triomfar amb altres marques: Ramiro Blanco, César Gracia, Enrique Escuder i el pilot oficial de la casa: José Pascual, aconseguint-hi tots ells nombroses de victòries, sempre en dura competència amb les eternes rivals de l'època: Moto Guzzi, Motobic, Derbi i Ducson.

## Setter Motors (2017)
El 2017, el nebot del fundador José Sánchez Santonja va tornar a produir motocicletes sota la marca Setter, tot i que amb un nou logotip. La nova empresa, Setter Motors S.L., té el domicili social al carrer Mariano Luiña 33 d'Elx i també ven roba i accessoris per a motociclistes. Les noves Setter, entre elles el model Fénix 125, no són de producció pròpia, ja que els elements bàsics, el motor i l'electrònica provenen de la Xina i la moto simplement es munta a Elx.